# Bonnac (Cantal)
Bonnac é uma comuna francesa na região administrativa de Auvérnia-Ródano-Alpes, no departamento de Cantal. Estende-se por uma área de 21,25 km². Em 2010 a comuna tinha 170 habitantes (densidade: 8 hab./km²).